# Бодушинский, Войцех Ежи
Во́йцех Е́жи Бодуши́нский (пол. Wojciech Jerzy Boduszyński, 22 апреля 1768 года, Жешув — 22 августа 1832 года, Краков) — польский врач, профессор Ягеллонского университета.

## Биография
Родился 22 апреля 1768 года в Жешуве в семье Михала и Терезы из шляхетского рода Радавецких. Изучал философию во Львове и медицину в Вене, где его наставником был Йоганн Петер Франк. В 1797 году получил диплом врача, после чего продолжил медицинское образование в Чехии, Венгрии и Германии. После окончания обучения переехал во Львов. Позднее стал проживать в Пшемысле и Тарнуве, где получил должность повятного врача.
В 1801 году впервые в Польше сделал прививку против оспы.
В 1811 году стал профессором в Ягеллонском университете, где преподавал патологию, общую терапию, фармакологию и историю медицины.
Владел недвижимой собственностью в окрестностях Кракова (Старая усадьба и село Гошице).
Скончался 22 августа 1831 года в Кракове.